# Actinodontum
Actinodontum, rod parožina u porodici Desmidiaceae, dio reda Desmidiales. Postoje tri priznate vrste, sve tri slatkovodne.

## Vrste
1. Actinodontum basituberculoides (P.Bourrelly & A.Couté) S.Alfinito & Coesel
2. Actinodontum elgonense S.Alfinito & Coesel C
3. Actinodontum lomaense (S.Alfinito & Mazzoni) S.Alfinito & Coesel - tipična